# Късак
Късак, познато още като Касъка, е село в Южна България. То се намира в община Доспат, област Смолян.

## География
Село Късак се намира в планински район.

## История
Според Стефан Захариев към 1850 година в Късак (Късъклъ) има 30 помашки къщи и 100 жители-помаци.
В документ от Главното мюфтийство в Истанбул, изброяващ вакъфите в Княжество България, допринасяли в полза на ислямските религиозни, образователни и благотворителни институции в периода 16 век – 1920 година, съставен от 15.09.1920 до 03.09.1921 година, като вакъфско село се споменава и Късак (Kısak).
По време на Междусъюзническата война през 1913 година местните жители се вдигат на бунт, пореди което селото е опожарено от рота на 1-ви пехотен софийски полк.
По време на т. нар. Възродителен процес селото е обградено от полиция и военни в продължение на два дни. Всички жени са заставени да се явят в училището. В една от стаите му се разиграва мним съдебен процес, като всяка жена е осъдена да смени традиционната си носия. След това е изпратена в съседната стая, където две учителки-комунистки обслужват импровизиран магазин за дрехи, преобличат жената и я заставят да подпише документ, че е съгласна парите за дрехите ѝ да бъдат одържани от надниците ѝ в ТКЗС. През нощта се чуват изстрели от автоматично оръжие с цел сплашване на населението.

## Религии
Населението се състои изцяло от помаци, изповядващи ислям.

## Обществени институции
- ОУ „Христо Ботев“

## Редовни събития
- Байрам